# Feketetorkú motmot
A feketetorkú motmot (Eumomota superciliosa) a madarak osztályának verébalakúak (Passeriformes)  rendjébe és a motmotfélék (Momotidae) családjába tartozó Eumomota nem egyetlen faja.
Salvador és Nicaragua hivatalos madara.

## Rendszerezése
A fajt Sandbach írta le 1837-ben, a Pyronites nembe Pyronites superciliosus néven.

## Alfajai
- Eumomota superciliosa apiaster (Lesson, 1842)
- Eumomota superciliosa australis Bangs, 1906
- Eumomota superciliosa bipartita Ridgway, 1912
- Eumomota superciliosa euroaustris Griscom, 1929
- Eumomota superciliosa superciliosa (Sandbach, 1837)
- Eumomota superciliosa sylvestris Carriker & Meyer de Schauensee, 1936
- Eumomota superciliosa vanrossemi Griscom, 1929[2]

## Előfordulása
Mexikó, Costa Rica, Guatemala, Honduras, Nicaragua és Salvador területén honos. Természetes élőhelyei a szubtrópusi és trópusi síkvidéki esőerdők, száraz erdők és cserjések, valamint ültetvények, másodlagos erdők és vidéki kertek. Állandó, nem vonuló faj.

## Megjelenése
Testhossza 38 centiméter.

## Szaporodása
Fészekalja 3-6 tojásból áll.

## Természetvédelmi helyzete
Az elterjedési területe nagyon nagy, egyedszáma is nagy, viszont csökken, de még nem éri el a kritikus szintet. A Természetvédelmi Világszövetség Vörös listáján nem fenyegetett fajként szerepel.